# Charles Beauclerk, I duque de St Albans
Charles Beauclerk, I duque de St Albans, I conde de Burford y I barón de Heddington, (Londres, 8 de mayo de 1670 - Bath, 10 de mayo de 1726) fue un hijo bastardo del rey Carlos II de Inglaterra y de una de sus amantes reales, Nell Gwynne.

## Reconocimiento como bastardo
Hijo de Nell Gwynne, fue reconocido como hijo bastardo del rey Carlos II de Inglaterra el 21 de diciembre de 1676, al ser aprobada una orden para "otorgar a Charles Beauclerk, el hijo natural del Rey, y a los herederos varones de este, las dignidades de barón de Heddington y conde de Burford dentro del mismo condado, con extensión a su hermano, James Beauclerck, y a los herederos varones de éste." Existen muchas leyendas sobre cómo y por qué Beauclerk recibió estos dos títulos. La primera dice que, a la llegada del rey, su madre le dijo "Ven aquí, pequeño bastardo, y saluda a tu padre...". Cuando el Rey le reprobó llamarle de esa manera, ella le espetó: "Su Majestad no me ha dado otro nombre por el que llamarle...". En respuesta, el monarca le nombró conde de Burford. Otra leyenda dice que la madre de Beauclerk lo sujetó a través de una ventana y amenazó al Rey con lanzarlo al vacío si no era incluido entre la nobleza. El Rey, en respuesta, gritó "¡Dios salve al conde de Burford!" y creó para él el título nobiliario.
En 1677, Charles y James Beauclerk serían elevados a la dignidad de Lord. El 5 de enero de 1684, el Rey le concedió a su hijo bastardo el título de duque de St Albans (un título condal elevado a ducado que había quedado vacante tras la muerte de Henri Jermyn, I barón de Jermyn), le recompensó con una suma de 1000 libras esterlinas al año, y le concedió los cargos de Chief Ranger of Enfield Chace y de Master of the Hawks. Llegó a ser coronel del 8.º regimiento de caballería en 1687 y sirvió al emperador Leopoldo I de Habsburgo, estando presente en la Batalla de Belgrado en 1688.
A la muerte de su madre, Nell Gwynne, ocurrida el 14 de noviembre de 1687, Beauclerk recibió la residencia "Burford House" y los territorios anexos, cerca del Castillo de Windsor. Tras la Batalla de Landen en 1693, Guillermo III de Inglaterra le hizo capitán de los caballeros prisioneros, y cuatro años más tarde, caballero de cámara. Sus ideas, relacionadas con el movimiento liberal Whig, impidieron su avance político bajo el reinado de la Reina Ana de Inglaterra, pero fue restaurado en sus cargos con la subida al trono del Rey Jorge I. En 1718 Jorge I le nombró caballero de la Orden de la Jarretera.

### Matrimonio y descendencia

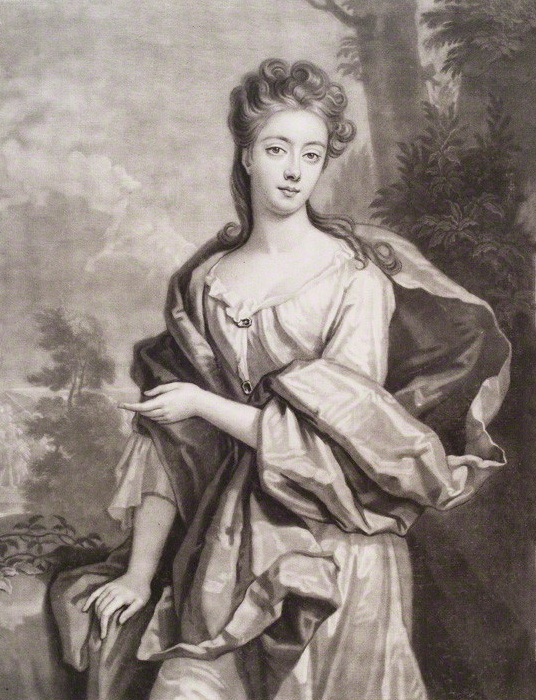
Diana de Vere, duquesa de St Albans.

El 17 de abril de 1694, se casó con lady Diana de Vere, hija y heredera de Aubrey de Vere, XX conde de Oxford. Ella, de belleza conocida, llegó a ser dama de cámara de Carolina de Brandeburgo-Ansbach. La pareja tuvo 12 hijos:
- Charles Beauclerk, II duque de St Albans (6 de abril de 1696 - 27 de julio de 1751)
- Lady Diana Beauclerk (c. 1697 - ¿?)
- Lord William Beauclerk (22 de mayo de 1698 - 23 de febrero de 1732)
- Vere Beauclerk, I barón de Vere (14 de julio de 1699 - 21 de octubre de 1781)
- Lord Henry Beauclerk (11 de agosto de 1701 - 5 de enero de 1761)
- Lord Sidney Beauclerk (27 de febrero de 1703 - 23 de noviembre de 1744)
- Lord George Beauclerk (26 de diciembre de 1704 - 11 de mayo de 1768)
- Lord Seymour Beauclerk (24 de junio de 1708 - c. 1709)
- Lord James Beauclerc, obispo de Hereford (nacido alrededor de 1709 - 20 de octubre de 1787); fue Obispo de Hereford de 1746 a 1787.
- Lord Aubrey Beauclerk (1710 - 22 de marzo de 1741), llegó a ser capitán de la Marina Real Británica y murió en la Batalla de Cartagena de Indias.
- Lady Mary Beauclerk (c. 1712 - ¿?)
- Lady Anne Beauclerk (c. 1714 - ¿?)

### Fallecimiento y entierro
Charles Beauclerk murió en Bath, Inglaterra, el 10 de mayo de 1726, dos días antes de su 56 cumpleaños, y está enterrado en la Abadía de Westminster. Fue sucedido en sus títulos por su hijo mayor.

## Ascendencia
|  |                                              |  |  |  |  |  |  |  |  |  |  |  |  |  |  |  |
|  | 16. Enrique Estuardo, Lord Darnley           |  |  |  |  |  |  |  |  |  |  |  |  |  |  |  |
|  |                                              |  |  |  |  |  |  |  |  |  |  |  |  |  |  |  |
|  |                                              |  |  |  |  |  |  |  |  |  |  |  |  |  |  |  |
|  | 8. Jacobo VI de Escocia y I de Inglaterra    |  |  |  |  |  |  |  |  |  |  |  |  |  |  |  |
|  |                                              |  |  |  |  |  |  |  |  |  |  |  |  |  |  |  |
|  |                                              |  |  |  |  |  |  |  |  |  |  |  |  |  |  |  |
|  | 17. María I de Escocia                       |  |  |  |  |  |  |  |  |  |  |  |  |  |  |  |
|  |                                              |  |  |  |  |  |  |  |  |  |  |  |  |  |  |  |
|  |                                              |  |  |  |  |  |  |  |  |  |  |  |  |  |  |  |
|  | 4. Carlos I de Inglaterra                    |  |  |  |  |  |  |  |  |  |  |  |  |  |  |  |
|  |                                              |  |  |  |  |  |  |  |  |  |  |  |  |  |  |  |
|  |                                              |  |  |  |  |  |  |  |  |  |  |  |  |  |  |  |
|  | 18. Federico II de Dinamarca                 |  |  |  |  |  |  |  |  |  |  |  |  |  |  |  |
|  |                                              |  |  |  |  |  |  |  |  |  |  |  |  |  |  |  |
|  |                                              |  |  |  |  |  |  |  |  |  |  |  |  |  |  |  |
|  | 9. Ana de Dinamarca                          |  |  |  |  |  |  |  |  |  |  |  |  |  |  |  |
|  |                                              |  |  |  |  |  |  |  |  |  |  |  |  |  |  |  |
|  |                                              |  |  |  |  |  |  |  |  |  |  |  |  |  |  |  |
|  | 19. Sofía de Mecklenburg-Schwerin            |  |  |  |  |  |  |  |  |  |  |  |  |  |  |  |
|  |                                              |  |  |  |  |  |  |  |  |  |  |  |  |  |  |  |
|  |                                              |  |  |  |  |  |  |  |  |  |  |  |  |  |  |  |
|  | 2. Carlos II de Inglaterra                   |  |  |  |  |  |  |  |  |  |  |  |  |  |  |  |
|  |                                              |  |  |  |  |  |  |  |  |  |  |  |  |  |  |  |
|  |                                              |  |  |  |  |  |  |  |  |  |  |  |  |  |  |  |
|  | 20. Antonio de Borbón                        |  |  |  |  |  |  |  |  |  |  |  |  |  |  |  |
|  |                                              |  |  |  |  |  |  |  |  |  |  |  |  |  |  |  |
|  |                                              |  |  |  |  |  |  |  |  |  |  |  |  |  |  |  |
|  | 10. Enrique IV de Francia                    |  |  |  |  |  |  |  |  |  |  |  |  |  |  |  |
|  |                                              |  |  |  |  |  |  |  |  |  |  |  |  |  |  |  |
|  |                                              |  |  |  |  |  |  |  |  |  |  |  |  |  |  |  |
|  | 21. Juana III de Navarra                     |  |  |  |  |  |  |  |  |  |  |  |  |  |  |  |
|  |                                              |  |  |  |  |  |  |  |  |  |  |  |  |  |  |  |
|  |                                              |  |  |  |  |  |  |  |  |  |  |  |  |  |  |  |
|  | 5. Enriqueta María de Francia                |  |  |  |  |  |  |  |  |  |  |  |  |  |  |  |
|  |                                              |  |  |  |  |  |  |  |  |  |  |  |  |  |  |  |
|  |                                              |  |  |  |  |  |  |  |  |  |  |  |  |  |  |  |
|  | 22. Francisco I de Médici                    |  |  |  |  |  |  |  |  |  |  |  |  |  |  |  |
|  |                                              |  |  |  |  |  |  |  |  |  |  |  |  |  |  |  |
|  |                                              |  |  |  |  |  |  |  |  |  |  |  |  |  |  |  |
|  | 11. María de Médici                          |  |  |  |  |  |  |  |  |  |  |  |  |  |  |  |
|  |                                              |  |  |  |  |  |  |  |  |  |  |  |  |  |  |  |
|  |                                              |  |  |  |  |  |  |  |  |  |  |  |  |  |  |  |
|  | 23. Juana de Habsburgo-Jagellón              |  |  |  |  |  |  |  |  |  |  |  |  |  |  |  |
|  |                                              |  |  |  |  |  |  |  |  |  |  |  |  |  |  |  |
|  |                                              |  |  |  |  |  |  |  |  |  |  |  |  |  |  |  |
|  | 1. Charles Beauclerk, 1er duque de St Albans |  |  |  |  |  |  |  |  |  |  |  |  |  |  |  |
|  |                                              |  |  |  |  |  |  |  |  |  |  |  |  |  |  |  |
|  |                                              |  |  |  |  |  |  |  |  |  |  |  |  |  |  |  |
|  | 3. Nell Gwyn                                 |  |  |  |  |  |  |  |  |  |  |  |  |  |  |  |
|  |                                              |  |  |  |  |  |  |  |  |  |  |  |  |  |  |  |
|  |                                              |  |  |  |  |  |  |  |  |  |  |  |  |  |  |  |